# Directeur de projet
 (mars 2024).
Si vous disposez d'ouvrages ou d'articles de référence ou si vous connaissez des sites web de qualité traitant du thème abordé ici, merci de compléter l'article en donnant les références utiles à sa vérifiabilité et en les liant à la section « Notes et références ».
 (14 avril 2010).
La direction de projet est sous la responsabilité d'un responsable des projets dont le niveau hiérarchique et le titre dépendent du directeur général de l'entreprise.
Les projets sont dirigés par un directeur de projet, qui est la personne responsable de l'aboutissement d'un projet (par exemple, d'un projet d'évolution du système d'information) :
- Sur le plan du budget ou du coût ;
- Sur le plan des délais (les plannings, les jalons) ;
- Sur le plan du respect des spécifications (la réponse aux besoins) ;
- Sur le plan de la qualité.

Pour la plupart des projets dans un secteur d'ingénierie, le directeur de projet est chargé de coordonner les travaux de la maîtrise d'ouvrage et de la maîtrise d'œuvre. C'est en ce sens qu'il se distingue du chef de projet qui, en général, n'a en charge que la partie « réalisation » au sens large (MOE) d'un projet.
Plus généralement, le projet peut également faire partie d'un ensemble plus complexe, souvent appelé programme, et l'on parle alors d'un directeur de programme. Le programme est alors composé de plusieurs projets dirigés par des chefs de projets différents et couvre un périmètre très large : juridique, marketing, informatique, technique, formation du personnel, organisation, logistique, communication, etc. Selon l'organisation et la taille des structures de travail, le directeur de projet peut porter différentes appellations comme celui de coordonnateur / responsable / gestionnaire / administrateur de projet ou encore chef de projet.

## Rattachement
Le directeur de projet est investi d'une mission à durée déterminée ou indéterminée (le temps du projet) ; s'il s'agit d'une mission à durée déterminée, sa fonction ne figure pas dans l'organigramme de l'entreprise ou de l'organisation. Son autorité est fonctionnelle (liée au projet) et non pas hiérarchique. Son rattachement à un niveau élevé de la maîtrise d'ouvrage (maîtrise d'ouvrage stratégique, direction d'entreprise…) est donc essentiel pour lui assurer une légitimité suffisante, même si ce rattachement est temporaire et lié à la durée du projet.

## Rôle du directeur de projet
- Pilotage du projet : dans le cadre fixé par la maîtrise d'ouvrage et en accord avec les chefs de projet de la maîtrise d'œuvre, il veille au respect des spécifications, des délais, du budget et des standards de qualité.
- Anticipation des impacts : il s'assure que les répercussions des changements sur les différentes fonctions de l'entreprise ou de l'organisation sont bien prises en compte.
- Conduite des changements : notamment dans le cas de réorganisations, de fusions…
- Arbitrage des décisions : il prend les décisions nécessaires en respectant les impératifs, objectifs et contraintes des différents acteurs de l'entreprise ou de l'organisation, en veillant à rapporter ces décisions aux enjeux et aux objectifs fixés par la maîtrise d'ouvrage.

Pour prendre ces décisions (ou faire prendre ces décisions), le directeur de projet anime le comité de pilotage ou le comité directeur.
Le directeur de projet s'assure tant auprès des équipes de maîtrise d'ouvrage que des équipes de maîtrise d'œuvre :
- Que les travaux sont conduits dans les règles de l'art (standards qualité, méthode, techniques, règlementaires) et dans le respect du cadre fixé au projet (budgets, délais, réponse aux besoins) ;
- Que l'ensemble des impacts sur les différentes fonctions de l'entreprise ou de l'organisation sont bien identifiés et pris en compte ;
- Que les difficultés éventuelles sont bien identifiées et anticipées suffisamment tôt ;
- Que les risques sont évalués et maîtrisés, et que les mesures d'évitement sont prises ;
- Que des solutions sont proposées à la décision avec les argumentations suffisantes (avantages, inconvénients, scénarios, impacts…).

Il veille également à hiérarchiser les décisions à prendre en fonction des enjeux (gestion des priorités).